# Native Tongue (álbum de Switchfoot)
Native Tongue é o décimo primeiro álbum de estúdio da banda norte-americana de rock alternativo Switchfoot, lançado em janeiro de 2019. O disco foi anunciado em 2018 e foi caracterizado pela colaboração com músicos da banda OneRepublic, como Brent Kutzle e Ryan Tedder.
O disco alcançou a 41ª posição em sua semana de estreia na parada Billboard 200 e a 2ª posição na parada de álbuns cristãos da Billboard. No 50º Dove Awards, Native Tongue ganhou o prêmio de Álbum de Rock/Contemporâneo do Ano.

## Antecedentes
Em 2016, a banda lançou Where the Light Shines Through. O álbum foi promovido com a turnê Looking for America, com a participação da banda Relient K. O grupo viajou para mais de 70 cidades de 17 de setembro de 2016 a fevereiro de 2017. Em 15 de dezembro daquele ano, o grupo anunciou em seu site e em sua lista de e-mails que fariam uma pausa para descanso.

## Lançamento
O álbum contou com vários singles. "Native Tongue" foi lançado em 19 de outubro de 2018, como o primeiro single do álbum, e foi escrito por Jon Foreman, Tim Foreman e Brent Kutzle do OneRepublic. O videoclipe da faixa estreou no site da revista Paste no mesmo dia.
"Voices" saiu em 16 de novembro de 2018, como o segundo single, e o videoclipe foi lançado no mesmo dia. O Switchfoot promoveu o álbum com uma turnê norte-americana Native Tongue Tour, com Colony House e Tyson Motsenbocker abrindo os shows.

## Faixas
| N.º | Título                   | Duração |  |
| 1.  | "Let It Happen"          | 4:41    |  |
| 2.  | "Native Tongue"          | 4:38    |  |
| 3.  | "All I Need"             | 3:08    |  |
| 4.  | "Voices"                 | 2:58    |  |
| 5.  | "Dig New Streams"        | 3:45    |  |
| 6.  | "Joy Invincible"         | 3:42    |  |
| 7.  | "Prodigal Soul"          | 2:51    |  |
| 8.  | "The Hardest Art"        | 4:13    |  |
| 9.  | "Wonderful Feeling"      | 4:06    |  |
| 10. | "Take My Fire"           | 3:45    |  |
| 11. | "The Strength to Let Go" | 4:18    |  |
| 12. | "Oxygen"                 | 4:14    |  |
| 13. | "We're Gonna Be Alright" | 2:55    |  |
| 14. | "You're the One I Want"  | 2:05    |  |

## Desempenho nas paradas
| Chart (2019)                            | Melhor posição |
| --------------------------------------- | -------------- |
| Australian Digital Albums (ARIA)        | 20             |
| Estados Unidos (Billboard 200)          | 41             |
| Estados Unidos (Christian Albums)       | 2              |
| Estados Unidos (Top Alternative Albums) | 5              |
| Estados Unidos (Top Rock Albums)        | 4              |
| Estados Unidos (Top Vinyl Albums)       | 22             |